# Garden of Delete
Garden of Delete è il settimo album in studio del musicista elettronico americano Oneohtrix Point Never, pubblicato il 13 novembre 2015 dalla Warp Records. L'album è stato preceduto da un'enigmatica campagna promozionale basata su Internet e attinge a fonti come musica grunge, le migliori 40 hit radiofoniche e temi di adolescenza e mutazione. Ha ricevuto recensioni generalmente positive dalla critica ed è stato incluso negli elenchi di fine anno da diverse pubblicazioni, tra cui Fact, PopMatters e The Quietus.
Pitchfork lo ha inserito alla posizione numero 11 nella classifica "i migliori album del 2017".

## Tracce
1. Intro – 0:27
2. Ezra – 4:26
3. ECCOJAMC1 – 0:32
4. Sticky Drama – 4:17
5. SDFK – 1:27
6. Mutant Standard – 8:06
7. Child of Rage – 4:52
8. Animals – 3:54
9. I Bite Through It – 3:17
10. Freaky Eyes – 6:31
11. Lift – 4:09
12. No Good – 3:18